# ادگار کاستا
خوزه ادگار آندراده دا کاستا (انگلیسی: Edgar Costa؛ زادهٔ ۱۴ آوریل ۱۹۸۷) بازیکن فوتبال اهل پرتغال است.
از باشگاه‌هایی که در آن بازی کرده‌است می‌توان به باشگاه فوتبال اونیائو، باشگاه فوتبال موریرنز، باشگاه ورزشی ماریتیمو، و باشگاه ورزشی ناسیونال اشاره کرد.
وی همچنین در تیم ملی فوتبال زیر ۱۹ سال پرتغال بازی کرده‌است.

## زندگی شخصی
خواهر کوچکتر کاستا، اریکا، در همان پست برای تیم زنان ماریتیمو بازی می‌کرد.